# الفگو هرنان مونزون آگیره
الفگو هرنان مونزون آگیره (انگلیسی: Elfego Hernán Monzón Aguirre; زاده ۵ مهٔ ۱۹۱۲ – درگذشته ۶ ژوئن ۱۹۸۱) نیروی نظامی اهل گواتمالا بود. وی از ۲۹ ژوئن ۱۹۵۴ تا ۸ ژوئیه ۱۹۵۴ رئیس‌جمهور این کشور بود.
الفگو هرنان مونزون آگیره در ۶ ژوئن ۱۹۸۱، در سن ۶۹ سالگی درگذشت.